# Janusz Bukowski
Janusz Ryszard Bukowski (ur. 7 grudnia 1941 w Gorzycach, zm. 22 września 2005 w Pradze) – polski aktor teatralny i filmowy, reżyser. Znany również z dubbingu.

## Życiorys
Studiował w Państwowej Wyższej Szkole Teatralnej w Warszawie, w 1963 ukończył studia na Wydziale Aktorskim, w 1976 na Wydziale Reżyserii. Był związany głównie z teatrami warszawskimi (Powszechnym, Narodowym, Studio, Dramatycznym, Nowym, Ochoty); w latach 1977–1981 pracował jako aktor, reżyser, kierownik artystyczny i dyrektor w Teatrze Polskim w Szczecinie. W Szczecinie wyreżyserował kilka sztuk m.in. Antygonę Sofoklesa, Przedwiośnie Żeromskiego, Pana Tadeusza Mickiewicza, Wiśniowy Sad Czechowa.  Współpracował z Teatrem Telewizji i Polskim Radiem. W latach 1965–1981 był członkiem Polskiej Zjednoczonej Partii Robotniczej.
Odtwórca wielu ról teatralnych (m.in. Chochoł w Weselu Wyspiańskiego, Radost w Ślubach panieńskich Fredry, Sganarelle w Don Juanie Moliera), miał na koncie również liczne role filmowe i telewizyjne, zazwyczaj drugoplanowe. Wystąpił m.in. w komediach C.K. Dezerterzy (1985, jako kapral Ulmbach) i Konsulu (1989), dramacie Symetria (2003, jako Roman) oraz serialach Pogranicze w ogniu (major Kaleta), W labiryncie (w roli Grzegorza Białka) i Janosik (jako Wróblik). Jako reżyser przygotował m.in. przedstawienie Teatru Telewizji Pan Damazy.
Od 2000 był przewodniczącym nowo powstałego Związku Zawodowego Aktorów Warszawy, przekształconego później w Związek Zawodowy Aktorów Polskich.
Drugą żoną artysty była aktorka Ewa Wawrzoń, z którą miał syna Michała, również aktora. Zmarł w Pradze na zawał serca. Został pochowany na cmentarzu Bródnowskim w Warszawie (Kw. 54I-I-28).

## Filmografia
- 1963: Liczę na wasze grzechy – kursant na strzelnicy
- 1966: Bariera – tramwajarz niosący bohaterkę
- 1966: Noc generałów – żołnierz niemiecki
- 1967: Julia, Anna, Genowefa... – Jerzy Wilimski
- 1967: Stawka większa niż życie – sierżant radiotelegrafista (odc. 15)
- 1968: Tabliczka marzenia – Stefan
- 1969: Dzień oczyszczenia – Józek „Trzmiel”
- 1970: Akcja Brutus – „Niedźwiedź”
- 1970: Epilog norymberski – oskarżony
- 1970: Kolumbowie (odc. 3)
- 1970: Prom – marynarz na posterunku Milicji Wodnej
- 1971: Obcy w lesie – gajowy Kowalczyk
- 1971: Zabijcie czarną owcę – porucznik Bednarski
- 1971: Zaraza – doktor Bielski
- 1971: Złote koło – porucznik Traszka
- 1972: Skarb trzech łotrów – major
- 1972: Wesele – Kasper
- 1973: Czarne chmury – chłop rzucający stołem w rajtarów (odc. 3)
- 1973: Janosik – zbójnik Wróblik
- 1974: Czterdziestolatek – milicjant (odc. 3)
- 1974: Chleba naszego powszedniego – kierownik budowy Mostu Łazienkowskiego
- 1974: Dwoje bliskich obcych ludzi – Tomasz
- 1974: Ile jest życia – „Koślawy” (odc. 1)
- 1974: Janosik – zbójnik Wróblik
- 1974: Najważniejszy dzień życia – dziennikarz
- 1974: To ja zabiłem – Bogdan Morawski
- 1976: Wergili – Amerykanin Browning
- 1976: Znaki szczególne – Paweł Mielniczak (odc. 3 i 5)
- 1981: Okolice spokojnego morza – marynarz
- 1981: Przyjaciele – inżynier Stoczek (odc. 5)
- 1984: 5 dni z życia emeryta – urzędnik proponujący Bzowskiemu pracę w prokuraturze (odc. 5)
- 1984: Baryton – Christian Balmour
- 1984: Przybłęda – ojciec Michała
- 1984: Umarłem, aby żyć – Wróbel, major AK
- 1985: C.K. Dezerterzy – Ulmbach
- 1985: Jezioro Bodeńskie – Max Pfitzner
- 1985: Porwanie – Żuliński
- 1985: Sam pośród swoich – Klapas, dyrektor liceum
- 1986: Prywatne śledztwo – major
- 1987: Sami dla siebie – odwożący Romka do domu dziecka
- 1987: Śmieciarz – mężczyzna zawiadamiający „Toja” o rozstrzelaniu Haliny (odc. 4)
- 1988: Banda Rudego Pająka – dyrektor szkoły (odc. 1)
- 1988: Błąd w rachunku – docent Raszyński
- 1988: Chichot Pana Boga – człowiek Culmana obserwujący Webera
- 1988: Obywatel Piszczyk – naczelnik więzienia
- 1988 – 1991: Pogranicze w ogniu – major Tadeusz Kaleta
- 1988: Rodzina Kanderów – trener Władka w Warszawie (odc. 11)
- 1988 – 1990: W labiryncie – Grzegorz Białek
- 1988: Warszawskie gołębie – dzielnicowy
- 1989: Konsul – Jan Guz
- 1989: Odbicia – leśnik, u którego mieszkają Małgosia i Andrzej (odc. 7)
- 1989: Po własnym pogrzebie – Wróbel, major AK
- 1989: Urodzony po raz trzeci – Wróbel, major AK
- 1990: Domena władzy – dyrektor Stoczni Gdańskiej
- 1990: Korczak – polski lekarz w więzieniu
- 1990: Maria Curie – Boldwood
- 1991: V.I.P – policjant na Okęciu
- 1992: 1968. Szczęśliwego Nowego Roku – Świergot
- 1992: Czy ktoś mnie kocha w tym domu? – psycholog dziecięcy
- 1992: Kuchnia Polska – Świergot
- 1992: Sprawa kobiet – policjant
- 1993: Czterdziestolatek. 20 lat później – szef Agencji Ochrony Mienia Securitas (odc. 4)
- 1994: Szczur – polityk, dawny współpracownik SB „Borsuk”
- 1994: Zespół adwokacki – policjant Gutek (odc. 8)
- 1995: Sukces – były minister Leopold Kawecki
- 1996: Dom – członek komisji planowania w gabinecie Langa (odc. 15)
- 1996: Ekstradycja 2 – prokurator generalny (odc. 9)
- 1997: Wojenna narzeczona – nadzorca niemiecki
- 1997: Klan – pan Janusz, chory leżący razem z Michałem w szpitalu
- 1997: Sara – policjant
- 1997: Taekwondo – ojciec Michała
- 1998: 13 posterunek – komendant stołeczny (odc. 24, 37-38)
- 1998: Ekstradycja 3 – prokurator generalny (odc. 1)
- 1998: Złoto dezerterów – pogranicznik
- 1999: Na plebanii w Wyszkowie 1920 – prokurator wojskowy
- 1999: Policjanci – dyrektor ZUS (odc. 2)
- 2000: 13 posterunek 2 – komendant stołeczny (odc. 7 i 24)
- 2000: Sukces – Kawecki
- 2000: Twarze i maski – prezydent Warszawy (odc. 4)
- 2001: Kameleon – Kowal, właściciel restauracji
- 2001: Kameleon – Kowal, właściciel restauracji
- 2001: Miasteczko – ojciec księdza Andrzeja (odc. 42)
- 2001: Więzy krwi – Stanisław, ojciec Joanny
- 2001: Czarna plaża – urzędnik w biurze paszportowym
- 2002: Sfora: Bez litości – pan Józef
- 2002−2003: Na dobre i na złe –
  - adwokat Molęda (odc. 103, 117, 118),
  - notariusz (odc. 140)
- 2002−2005: Samo życie – Zygmunt Woliński, ojciec Przemka
- 2002: Sfora – pan Józef
- 2003: Psie serce – Stanisław Lędzian (odc. 11)
- 2003: Symetria – Roman
- 2003: Zaginiona jako Szulc, ojciec Eweliny (odc. 3)
- 2005: Egzamin z życia jako ojciec Małgorzaty Drawskiej (odc. 13 i 23)
- 2005: Kryminalni jako Brzozowski, ojciec Ani (odc. 17)

## Polski dubbing
- 1960–1966: Flintstonowie (trzecia wersja dubbingowa) – Wódz Bawołów
- 1961–1962: Kocia ferajna (druga wersja dubbingowa) – komendant policji
- 1962–1987: Jetsonowie (obie wersje dubbingowe)
- 1972–1973: Nowy Scooby Doo –
  - Van Henstone (odc. 7),
  - Matt Hidalgo (odc. 8),
  - szeryf Dandy Griffith (odc. 9)
- 1976: Huckleberry Finn
- 1978: Władca Pierścieni – Bilbo Baggins
- 1979: Królik Bugs i Struś Pędziwiatr: Szalony pościg – Elmer Fudd
- 1980–1981: Heathcliff i Dingbat
- 1980: Figle z Flintstonami
- 1980: Scooby i Scrappy Doo
- 1981–1989: Smerfy –
  - Głupotonas (odc. 235),
  - Mistrz Mysz (odc. 247-248),
  - Lif Dolnorogi (odc. 249),
  - Kapitan Żółtodzioby (odc. 250),
  - car Dymitr (odc. 252)
- 1983–1987: Fraglesy (druga wersja dubbingowa) – Król Gorg
- 1983–1984: Mały rycerz El Cid
- 1983: Dookoła świata z Willym Foggiem (druga wersja dubbingowa) – pan Sullivan
- 1984–1987: Łebski Harry –
  - policjant (odc. 26a),
  - bernardyn (odc. 27a)
- 1984–1985: Tęczowa kraina
- 1985–1991: Gumisie –
  - Obibok (odc. 52b),
  - Król Karpi (odc. 54),
  - Le Grand Fromage (odc. 56),
  - Gabber (odc. 63)
- 1985: 13 demonów Scooby Doo – Vincent Van Ghoul
- 1985: Pokój z widokiem – Pan Emerson
- 1985: Guziczek
- 1986: Piotr Wielki – Hrabia Szeremietiew
- 1987: Bajarz –
  - Król (odc. 4),
  - żołnierz (odc. 6)
- 1988–1993: Hrabia Kaczula (pierwsza wersja dubbingowa)
- 1988: Opowieści z Nowego Testamentu (druga wersja dubbingowa) –
  - narrator (odc. 2),
  - Kish (odc. 16)
- 1990–1991: Muminki – Tatuś Muminka
- 1990: Piotruś Pan i piraci – Kapitan Hak
- 1991–1997: Rupert – Stary Ben (odc. 65)
- 1991–1992: Eerie, Indiana – profesor Nigel Zircon
- 1991: Słoń Benjamin – Blachmann
- 1992–1997: X-Men – profesor Xavier
- 1992: W 80 marzeń dookoła świata
- 1992: Kometa nad Doliną Muminków – Tata Muminka
- 1990–1994: Przygody Animków – Elmer Fudd
- 1993–1996: Kapitan Planeta i planetarianie
- 1993: Huckleberry Finn
- 1994–1995: Myszka Miki i przyjaciele –
  - Narrator (odc. 54a, 55b)
  - Profesor (odc. 55c)
- 1994–2004: Tabaluga – Attyla
- 1994–1998: Spider-Man (druga wersja dubbingowa) –
  - profesor Xavier (odc. 17-18),
  - Rheinholdt Kragov (odc. 54, 57),
  - Red Skull (odc. 57-58, 62),
  - Robert „Bob” Frank/Whizzer (odc. 56),
  - Stan Lee (odc. 65)
- 1994: Calineczka – książę Colbert
- 1994–1996: Fantastyczna Czwórka –
  - Maximus,
  - Ego
- 1994: Strażnik pierwszej damy – Shaeffer
- 1994: Bodzio – mały helikopter (pierwsza wersja dubbingowa) – Chuck (odc. 1-13, 27-39)
- 1994: Władca ksiąg – kapitan Ahab
- 1995: Głupi i głupszy – gen. Alojzy Ciemniak (odc. 3)
- 1995–1998: Strażnicy Dobrej Nowiny (pierwsza wersja dubbingowa) – Ben
- 1995–1996: Maska – Kellaway (odc. 1-2, 16-54)
- 1995: Księżniczka Tenko
- 1996–1997: Walter Melon – Piotr Curie
- 1996–1997: Incredible Hulk – generał Thunderbolt Ross
- 1996–1997: Kacza paczka –
  - kosmita w postaci policjanta (odc. 5),
  - profesor Henry Villanova (odc. 7),
  - dr Zacny (odc. 9),
  - dr Kazek Homer (odc. 12),
  - Narrator (odc. 14),
  - spiker (odc. 21),
  - pilot (odc. 22),
  - głos czytający ulotkę o obozie (odc. 24),
  - Sztorm (odc. 25),
  - dr Krokiet (odc. 30),
  - dziennikarz (odc. 35),
  - lekarz więzienny (odc. 35),
  - policjant (odc. 36),
  - głos czytający poradnik (odc. 38),
  - Jacques Cousteau (odc. 39)
- 1996: Kosmiczny mecz –
  - Elmer Fudd,
  - Del Harris
- 1996: Szczęśliwy dzień
- 1997–1998: Przygody Olivera Twista – Fagin
- 1997: Polowanie na mysz
- 1997: Świat królika Piotrusia i jego przyjaciół
- 1997: Batman i Robin − komisarz James Gordon
- 1997: George prosto z drzewa – goryl Małpa
- 1997: Witaj, Franklin – Pan Świstak
- 1998–2001: Histeria
- 1998–2000: Tęczowe rybki – Tata
- 1998: Walter Melon – Piotr Curie
- 1998: Batman i Mr. Freeze: Subzero – Belson
- 1998: Teknoman – Oficer
- 1998: Kajtuś –
  - Boris,
  - Dziadek Kajtusia
- 1999: Gwiezdne wojny: część I – Mroczne widmo – Darth Sidious
- 1999–2002: Chojrak – tchórzliwy pies –
  - Reżyser Benton Tarantella,
  - Fryzjer Fred,
  - Twórca kurtyny okrucieństwa,
  - Policjant (w niektórych odcinkach)
- 1999–2000: Fantaghiro – ojciec Fantaghiro
- 1999–2000: Mike, Lu i Og – Kapitan
- 1999: Jak Gyom został starszym Panem w Czternaście bajek z Królestwa Lailonii Leszka Kołakowskiego – Starszy Pan
- 1999: Eugenio
- 2000–2002: Owca w Wielkim Mieście –
  - Ofert van Obniżka (odc. 6)
  - Heniek Redaktor (odc. 12)
  - Lektor w filmie wyborczym Generała Konkretnego (odc. 18)
- 2000: Oburzające dropsy w Czternaście bajek z Królestwa Lailonii Leszka Kołakowskiego – Gia
- 2000: Franklin i zielony rycerz –
  - strażnik drzewa,
  - pan Suseł
- 2000: Łatek – Pchła Grajek
- 2001–2002: Café Myszka –
  - Szalony Kapelusznik,
  - Klamka do drzwi,
  - Komisarz O’Hara,
  - Taksówka Benny (odc. 20),
  - głos (odc. 21),
  - wideo (odc. 34),
  - Święty Mikołaj (odc. 47),
  - Klapsiarz
- 2002–2004: Pan Andersen opowiada –
  - król (odc. 11),
  - dowódca (odc. 12),
  - drzewo (odc. 13),
  - Charlie (odc. 14)
- 2002–2005: Co nowego u Scooby’ego? –
  - Sim (odc. 7),
  - uczestnik safari (odc. 8),
  - Fritz (odc. 9)
- 2002: Złap mnie, jeśli potrafisz
- 2002: Asterix i Obelix: Misja Kleopatra – narrator
- 2002: Król Maciuś Pierwszy – Generał
- 2002: Śnieżne psy – Peter Yellowbear
- 2002: Gwiezdne wojny: część II – Atak klonów –
  - Qui-Gon Jinn,
  - Darth Sidious
- 2003–2005: Gwiezdne wojny: Wojny klonów – Darth Sidious
- 2003: Kot – narrator
- 2003: O rety! Psoty Dudusia Wesołka – tata Dudusia
- 2003: Fałszywa dwunastka
- 2003: Liga najgłupszych dżentelmenów
- 2003: Scooby Doo i legenda wampira – Jasper
- 2003: Opowieść o Zbawicielu – Faryzeusz
- 2004: Dom dla Zmyślonych Przyjaciół pani Foster –
  - facet od nagród (odcinek 21),
  - prezenter telewizyjny Todd (odc. 23),
  - Bogacz-oszust (odc. 26)
- 2004: Atomowa Betty – admirał De Gill
- 2004: Shrek 2 – król Harold
- 2004: Mickey: Bardziej bajkowe święta
- 2004: Lucky Luke
- 2004: Scooby-Doo 2: Potwory na gigancie
- 2005: Karol. Człowiek, który został papieżem – profesor Wójcik
- 2005: Garbi: super bryka – dziekan
- 2005: Tarzan 2: Początek legendy – Zugor
- Różne filmy z serii Zwariowane melodie – Elmer Fudd

### Reżyser dubbingu
- 1992–1995: Prawdziwe przygody profesora Thompsona
- 1993–1994: Droopy, superdetektyw
- 1997: Wirtualni wojownicy
- 1999–2001: Batman przyszłości

## Odznaczenia
- Krzyż Oficerski Orderu Odrodzenia Polski (10 grudnia 2001)[4][1]
- Krzyż Kawalerski Orderu Odrodzenia Polski (1980)
- Srebrny Krzyż Zasługi (1970)

## Nagrody
- Nagroda na XIX Festiwalu Teatrów Polski Północnej w Toruniu za rolę Cezarego Baryki w Przedwiośniu według Stefana Żeromskiego w Teatrze Polskim w Szczecinie (1977),
- „Bursztynowy Pierścień” – dwukrotnie (1978 i 1979),
- Nagroda na XXII Festiwalu Teatrów Polski Północnej w Toruniu za reżyserię spektaklu Dwór nad Narwią Jarosława Marka Rymkiewicza w Teatrze Polskim w Szczecinie (1980).